# Gelénes - Beregdaróc
Gelénes - Beregdaróc este o arie protejată (arie specială de conservare — SAC, sit de importanță comunitară — SCI) din Ungaria întinsă pe o suprafață de 1.159,49 ha, integral pe uscat.

## Localizare
Centrul sitului Gelénes - Beregdaróc este situat la coordonatele 48°11′07″N 22°30′29″E / 48.185278°N 22.508056°E.

## Înființare
Situl Gelénes - Beregdaróc a fost declarat sit de importanță comunitară în mai 2004 pentru a proteja 1 specie de plante și 13 specii de animale. Situl a fost protejat și ca arie specială de conservare în februarie 2010.

## Biodiversitate
Situată în ecoregiunea panonică, aria protejată conține 10 habitate naturale: Pajiști aluvionare inundabile, de Cnidion dubii, Păduri panonice cu Quercus petraea și Carpinus betulus, Turbării active, Mlaștini alcaline, Fânețe de joasă altitudine (Alopecurus pratensis, Sanguisorba officinalis), Mlaștini turboase de tranziție și turbării mișcătoare, Păduri mixte riverane de Quercus robur, Ulmus laevis și Ulmus minor, Fraxinus excelsior sau Fraxinus angustifolia, de-a lungul marilor râuri (Ulmenion minoris), Lacuri eutrofice naturale cu vegetație de tip Magnopotamion sau Hydrocharition, Lacuri și iazuri distrofice naturale, Păduri aluvionare cu Alnus glutinosa și Fraxinus excelsior (Alno-Padion, Alnion incanae, Salicion albae).
La baza desemnării sitului se află mai multe specii protejate:
- plante (1): Eleocharis carniolica
- amfibieni (2): buhai de baltă cu burta roșie (Bombina bombina), triton cu creastă dobrogean (Triturus dobrogicus)
- mamifere (1): liliac de iaz (Myotis dasycneme)
- nevertebrate (8): croitorul mare al stejarului (Cerambyx cerdo), Cucujus cinnaberinus, fluturele de noapte (Eriogaster catax), Hypodryas maturna, rădașcă (Lucanus cervus), fluturele purpuriu (Lycaena dispar), Maculinea teleius, Odontopodisma rubripes
- pești (2): țipar (Misgurnus fossilis), țigănuș (Umbra krameri)

Pe lângă speciile protejate, pe teritoriul sitului au mai fost identificate 9 specii de plante, 5 specii de nevertebrate, 2 specii de reptile.